# أماندا كيسيل
أماندا كيسيل (بالإنجليزية: Amanda Kessel)‏ هي لاعبة هوكي الجليد أمريكية، ولدت في 28 أغسطس 1991 في ماديسون في الولايات المتحدة.

## وصلات خارجية
- أماندا كيسيل على موقع دوري الهوكي الوطني (الإنجليزية)
- أماندا كيسيل على موقع EliteProspects.com (الإنجليزية)
- أماندا كيسيل على موقع اللجنة الأولمبية الدولية (الإنجليزية)
- أماندا كيسيل على موقع أوليمبيديا (الإنجليزية)